# Que sí que no
Que sí que no (vertaling: 'ja of nee')  is een Spaanstalige zomerhit van de Nederlandse zanger Jody Bernal.

## Achtergrond
Bernal kwam in 1999 met het nummer in aanraking toen hij zijn biologische familie in Colombia bezocht. Als cadeau kreeg hij daar een cd van de Argentijnse groep El Símbolo, waarop Nunca te decides stond, geschreven door Ramón Garriga, Tote Puerta en Frank Madero. Een zelf herschreven versie werd vervolgens professioneel geproduceerd voor de RTL 4-talentenjacht Your big break. Dit niet erg succesvolle programma bracht tevens zangeres Judith voort, wier debuutsingle de Mega Top 100 binnenkwam toen Que sí que no al 31 weken genoteerd stond. Het zomernummer werd op single gezet om daarna een hit te worden. Drie presentatoren van De Regiotap op RTV Oost, Willie Oosterhuis, Jans van Es en Edwin van Hoevelaak, maakten hierna de Twentse bewerking Kiek 'ie, kiek ik.

## Hitverloop
Que sí que no werd een onverwacht groot succes in de Nederlandse hitlijsten. In de Nederlandse Top 40 stond het zeven weken op nummer 1. Aanvankelijk werd het nummer na vijf weken van de eerste plaats verdreven, maar na acht weken op nummer 2 gestaan te hebben, steeg het opnieuw naar de koppositie, dit keer voor twee weken.
In de Mega Top 100 stond het nummer, op basis van de harde verkoopcijfers, vijftien weken lang onafgebroken aan de top. Dit is een nog altijd niet geëvenaard record. In die hitlijst stond de plaat 39 weken genoteerd, in de Top 40 verdween Que sí que no na 29 weken. In beide hitlijsten belandde het nummer op de eerste plaats van de jaarlijsten van 2000. Que sí que no staat bovendien op de zesde plaats van succesvolste Top 40-hits aller tijden.
Ook in Vlaanderen was Que sí que no een hit. Het nummer stond zes weken op nummer 2 in de Ultratop 50. Het werd van de nummer 1-positie gehouden door een ander Nederlands nummer, I would stay van Krezip. In totaal stond Que sí que no zeventien weken in de Ultratop. Het was een van de tien meest verkochte singles van 2000.

## Trivia
- Een uitvoering van dit nummer is kort te zien in New Kids Turbo. Halverwege het nummer wordt Bernal neergeschoten door Barrie en Gerrie.

| Que sí que no in de Nederlandse Top 40 | Que sí que no in de Nederlandse Top 40 | Que sí que no in de Nederlandse Top 40 | Que sí que no in de Nederlandse Top 40 | Que sí que no in de Nederlandse Top 40 | Que sí que no in de Nederlandse Top 40 | Que sí que no in de Nederlandse Top 40 | Que sí que no in de Nederlandse Top 40 | Que sí que no in de Nederlandse Top 40 | Que sí que no in de Nederlandse Top 40 | Que sí que no in de Nederlandse Top 40 | Que sí que no in de Nederlandse Top 40 | Que sí que no in de Nederlandse Top 40 | Que sí que no in de Nederlandse Top 40 | Que sí que no in de Nederlandse Top 40 | Que sí que no in de Nederlandse Top 40 | Que sí que no in de Nederlandse Top 40 | Que sí que no in de Nederlandse Top 40 | Que sí que no in de Nederlandse Top 40 | Que sí que no in de Nederlandse Top 40 | Que sí que no in de Nederlandse Top 40 | Que sí que no in de Nederlandse Top 40 | Que sí que no in de Nederlandse Top 40 | Que sí que no in de Nederlandse Top 40 | Que sí que no in de Nederlandse Top 40 | Que sí que no in de Nederlandse Top 40 | Que sí que no in de Nederlandse Top 40 | Que sí que no in de Nederlandse Top 40 | Que sí que no in de Nederlandse Top 40 | Que sí que no in de Nederlandse Top 40 | Que sí que no in de Nederlandse Top 40 |
| Week                                   | 1                                      | 2                                      | 3                                      | 4                                      | 5                                      | 6                                      | 7                                      | 8                                      | 9                                      | 10                                     | 11                                     | 12                                     | 13                                     | 14                                     | 15                                     | 16                                     | 17                                     | 18                                     | 19                                     | 20                                     | 21                                     | 22                                     | 23                                     | 24                                     | 25                                     | 26                                     | 27                                     | 28                                     | 29                                     |                                        |
| -------------------------------------- | -------------------------------------- | -------------------------------------- | -------------------------------------- | -------------------------------------- | -------------------------------------- | -------------------------------------- | -------------------------------------- | -------------------------------------- | -------------------------------------- | -------------------------------------- | -------------------------------------- | -------------------------------------- | -------------------------------------- | -------------------------------------- | -------------------------------------- | -------------------------------------- | -------------------------------------- | -------------------------------------- | -------------------------------------- | -------------------------------------- | -------------------------------------- | -------------------------------------- | -------------------------------------- | -------------------------------------- | -------------------------------------- | -------------------------------------- | -------------------------------------- | -------------------------------------- | -------------------------------------- | -------------------------------------- |
| Nummer                                 | 11                                     | 1                                      | 1                                      | 1                                      | 1                                      | 1                                      | 2                                      | 2                                      | 2                                      | 2                                      | 2                                      | 2                                      | 2                                      | 2                                      | 1                                      | 1                                      | 4                                      | 4                                      | 3                                      | 8                                      | 9                                      | 10                                     | 8                                      | 10                                     | 16                                     | 24                                     | 28                                     | 24                                     | 36                                     | uit                                    |

| Que sí que no in de Nederlandse Single Top 100 op 17 juni 2000 | Que sí que no in de Nederlandse Single Top 100 op 17 juni 2000 | Que sí que no in de Nederlandse Single Top 100 op 17 juni 2000 | Que sí que no in de Nederlandse Single Top 100 op 17 juni 2000 | Que sí que no in de Nederlandse Single Top 100 op 17 juni 2000 | Que sí que no in de Nederlandse Single Top 100 op 17 juni 2000 | Que sí que no in de Nederlandse Single Top 100 op 17 juni 2000 | Que sí que no in de Nederlandse Single Top 100 op 17 juni 2000 | Que sí que no in de Nederlandse Single Top 100 op 17 juni 2000 | Que sí que no in de Nederlandse Single Top 100 op 17 juni 2000 | Que sí que no in de Nederlandse Single Top 100 op 17 juni 2000 | Que sí que no in de Nederlandse Single Top 100 op 17 juni 2000 | Que sí que no in de Nederlandse Single Top 100 op 17 juni 2000 | Que sí que no in de Nederlandse Single Top 100 op 17 juni 2000 | Que sí que no in de Nederlandse Single Top 100 op 17 juni 2000 | Que sí que no in de Nederlandse Single Top 100 op 17 juni 2000 | Que sí que no in de Nederlandse Single Top 100 op 17 juni 2000 | Que sí que no in de Nederlandse Single Top 100 op 17 juni 2000 | Que sí que no in de Nederlandse Single Top 100 op 17 juni 2000 | Que sí que no in de Nederlandse Single Top 100 op 17 juni 2000 | Que sí que no in de Nederlandse Single Top 100 op 17 juni 2000 | Que sí que no in de Nederlandse Single Top 100 op 17 juni 2000 | Que sí que no in de Nederlandse Single Top 100 op 17 juni 2000 | Que sí que no in de Nederlandse Single Top 100 op 17 juni 2000 | Que sí que no in de Nederlandse Single Top 100 op 17 juni 2000 | Que sí que no in de Nederlandse Single Top 100 op 17 juni 2000 | Que sí que no in de Nederlandse Single Top 100 op 17 juni 2000 | Que sí que no in de Nederlandse Single Top 100 op 17 juni 2000 | Que sí que no in de Nederlandse Single Top 100 op 17 juni 2000 | Que sí que no in de Nederlandse Single Top 100 op 17 juni 2000 | Que sí que no in de Nederlandse Single Top 100 op 17 juni 2000 | Que sí que no in de Nederlandse Single Top 100 op 17 juni 2000 | Que sí que no in de Nederlandse Single Top 100 op 17 juni 2000 | Que sí que no in de Nederlandse Single Top 100 op 17 juni 2000 | Que sí que no in de Nederlandse Single Top 100 op 17 juni 2000 | Que sí que no in de Nederlandse Single Top 100 op 17 juni 2000 | Que sí que no in de Nederlandse Single Top 100 op 17 juni 2000 | Que sí que no in de Nederlandse Single Top 100 op 17 juni 2000 | Que sí que no in de Nederlandse Single Top 100 op 17 juni 2000 | Que sí que no in de Nederlandse Single Top 100 op 17 juni 2000 | Que sí que no in de Nederlandse Single Top 100 op 17 juni 2000 |
| Week                                                           | 1                                                              | 2                                                              | 3                                                              | 4                                                              | 5                                                              | 6                                                              | 7                                                              | 8                                                              | 9                                                              | 10                                                             | 11                                                             | 12                                                             | 13                                                             | 14                                                             | 15                                                             | 16                                                             | 17                                                             | 18                                                             | 19                                                             | 20                                                             | 21                                                             | 22                                                             | 23                                                             | 24                                                             | 25                                                             | 26                                                             | 27                                                             | 28                                                             | 29                                                             | 30                                                             | 31                                                             | 32                                                             | 33                                                             | 34                                                             | 35                                                             | 36                                                             | 37                                                             | 38                                                             | 39                                                             |                                                                |
| -------------------------------------------------------------- | -------------------------------------------------------------- | -------------------------------------------------------------- | -------------------------------------------------------------- | -------------------------------------------------------------- | -------------------------------------------------------------- | -------------------------------------------------------------- | -------------------------------------------------------------- | -------------------------------------------------------------- | -------------------------------------------------------------- | -------------------------------------------------------------- | -------------------------------------------------------------- | -------------------------------------------------------------- | -------------------------------------------------------------- | -------------------------------------------------------------- | -------------------------------------------------------------- | -------------------------------------------------------------- | -------------------------------------------------------------- | -------------------------------------------------------------- | -------------------------------------------------------------- | -------------------------------------------------------------- | -------------------------------------------------------------- | -------------------------------------------------------------- | -------------------------------------------------------------- | -------------------------------------------------------------- | -------------------------------------------------------------- | -------------------------------------------------------------- | -------------------------------------------------------------- | -------------------------------------------------------------- | -------------------------------------------------------------- | -------------------------------------------------------------- | -------------------------------------------------------------- | -------------------------------------------------------------- | -------------------------------------------------------------- | -------------------------------------------------------------- | -------------------------------------------------------------- | -------------------------------------------------------------- | -------------------------------------------------------------- | -------------------------------------------------------------- | -------------------------------------------------------------- | -------------------------------------------------------------- |
| Nummer                                                         | 59                                                             | 24                                                             | 7                                                              | 1                                                              | 1                                                              | 1                                                              | 1                                                              | 1                                                              | 1                                                              | 1                                                              | 1                                                              | 1                                                              | 1                                                              | 1                                                              | 1                                                              | 1                                                              | 1                                                              | 1                                                              | 2                                                              | 2                                                              | 2                                                              | 2                                                              | 2                                                              | 6                                                              | 6                                                              | 7                                                              | 9                                                              | 11                                                             | 13                                                             | 14                                                             | 20                                                             | 23                                                             | 29                                                             | 41                                                             | 45                                                             | 56                                                             | 63                                                             | 60                                                             | 69                                                             | uit                                                            |

| Que sí que no in de Vlaamse Ultratop 50 - binnen: 5 augustus 2000 | Que sí que no in de Vlaamse Ultratop 50 - binnen: 5 augustus 2000 | Que sí que no in de Vlaamse Ultratop 50 - binnen: 5 augustus 2000 | Que sí que no in de Vlaamse Ultratop 50 - binnen: 5 augustus 2000 | Que sí que no in de Vlaamse Ultratop 50 - binnen: 5 augustus 2000 | Que sí que no in de Vlaamse Ultratop 50 - binnen: 5 augustus 2000 | Que sí que no in de Vlaamse Ultratop 50 - binnen: 5 augustus 2000 | Que sí que no in de Vlaamse Ultratop 50 - binnen: 5 augustus 2000 | Que sí que no in de Vlaamse Ultratop 50 - binnen: 5 augustus 2000 | Que sí que no in de Vlaamse Ultratop 50 - binnen: 5 augustus 2000 | Que sí que no in de Vlaamse Ultratop 50 - binnen: 5 augustus 2000 | Que sí que no in de Vlaamse Ultratop 50 - binnen: 5 augustus 2000 | Que sí que no in de Vlaamse Ultratop 50 - binnen: 5 augustus 2000 | Que sí que no in de Vlaamse Ultratop 50 - binnen: 5 augustus 2000 | Que sí que no in de Vlaamse Ultratop 50 - binnen: 5 augustus 2000 | Que sí que no in de Vlaamse Ultratop 50 - binnen: 5 augustus 2000 | Que sí que no in de Vlaamse Ultratop 50 - binnen: 5 augustus 2000 | Que sí que no in de Vlaamse Ultratop 50 - binnen: 5 augustus 2000 | Que sí que no in de Vlaamse Ultratop 50 - binnen: 5 augustus 2000 |
| Week                                                              | 1                                                                 | 2                                                                 | 3                                                                 | 4                                                                 | 5                                                                 | 6                                                                 | 7                                                                 | 8                                                                 | 9                                                                 | 10                                                                | 11                                                                | 12                                                                | 13                                                                | 14                                                                | 15                                                                | 16                                                                | 17                                                                |                                                                   |
| ----------------------------------------------------------------- | ----------------------------------------------------------------- | ----------------------------------------------------------------- | ----------------------------------------------------------------- | ----------------------------------------------------------------- | ----------------------------------------------------------------- | ----------------------------------------------------------------- | ----------------------------------------------------------------- | ----------------------------------------------------------------- | ----------------------------------------------------------------- | ----------------------------------------------------------------- | ----------------------------------------------------------------- | ----------------------------------------------------------------- | ----------------------------------------------------------------- | ----------------------------------------------------------------- | ----------------------------------------------------------------- | ----------------------------------------------------------------- | ----------------------------------------------------------------- | ----------------------------------------------------------------- |
| Nummer                                                            | 32                                                                | 5                                                                 | 4                                                                 | 2                                                                 | 2                                                                 | 2                                                                 | 2                                                                 | 2                                                                 | 2                                                                 | 3                                                                 | 7                                                                 | 8                                                                 | 12                                                                | 17                                                                | 29                                                                | 32                                                                | 48                                                                | uit                                                               |